# سپرزداروی ایرلندی
سپرزداروی ایرلندی (نام علمی: Asplenium onopteris) نام یک گونه از سرده سپرزدارو است.